# Charles Nicoletti
Charles „Chuckie“ Nicoletti, alias „The Typewriter“, „Chuckie Typewriter“ (* 3. Dezember 1916, vermutlich in Chicago; † 29. März 1977 in Northlake, Illinois), war ein Auftragsmörder für die Verbrecherorganisation Chicago Outfit unter dem Mafiaboss Sam „Mooney“ Giancana.

## Leben

### Frühe Jahre
Nicolettis Vater stammte aus Santa Caterina Villarmosa auf Sizilien. Nicoletti wuchs in einer verarmten und zerrütteten Familie in Chicago auf. Er verließ die Schule und tötete seinen eigenen Vater, Philip Nicoletti, im Alter von 12 Jahren. Sein Vater hatte seine Mutter brutal zusammengeschlagen und Charles wurde wegen gerechtfertigter Notwehr freigesprochen. Nicoletti schloss sich der Jugendbande Forty-Two Gang an, wo er die späteren Outfit-Mitglieder Giancana, Sam „Teets“ Battaglia, Lew Farrell, „Mad Sam“ DeStefano und William „Willie Potatoes“ Daddano kennenlernte.

### Mörder für das Outfit
In den späten 1950er Jahren war er zusammen mit Felix „Milwaukee Phil“ Alderisio ein bekannter und gefürchteter Auftragskiller, die Mordaufträge für die Chicagoer Unterwelt durchführten. Sie hatten ein speziell ausgerüstetes Auto (das in der Presse als „Hitmobil“ bezeichnet wurde), in dem Waffen versteckt werden konnten.
1962 nahm Nicoletti an der Folterung und Ermordung des 24-jährigen Billy McCarthy teil.
Er, Alderisio und Anthony „Tony the Ant“ Spilotro hatten McCarthy entführt, weil dieser zusammen mit Jimmy Miraglia zwei Assoziierte des Outfits getötet hatte. Um den zweiten Namen – Jimmy Miraglia – zu erfahren, spannten sie McCarthys Kopf in eine Presse und quetschten diesen so stark, dass eines seiner Augen heraussprang. McCarthy gab den Namen preis und wurde ermordet. Diese Szene inspirierte Martin Scorsese bei einer seiner Folterszenen in dem Film Casino.
In den 1960ern soll Nicoletti einmal mit dem FBI zusammengearbeitet haben, später verweigerte er jedoch die Zusammenarbeit. Er soll während seiner Laufbahn als Berufskiller mehr als 20 Morde begangen haben.

### Tod
Am 29. März 1977 wurde ihm dreimal in den Hinterkopf geschossen, während er sich in seinem Auto auf einem Parkplatz in Northlake, Illinois befand, und starb sechs Stunden später im Krankenhaus. Die Hintergründe wurden nie ermittelt. Es wird spekuliert, dass das Outfit hinter dem Mord steckt, weil befürchtet wurde, er würde ein Pentito werden. Andere Theorien beinhalten eine Racheaktion des Mobs aus Milwaukee.  Bestattet wurde Nicoletti auf dem Mount Carmel Cemetery in Chicago.